# Мартин, Марк
Марк Энтони Мартин (англ. Mark Anthony Martin, род. 9 января 1959, Бейтсвилл, Арканзас, США) — американский автогонщик, пятикратный вице-чемпион NASCAR Sprint Cup Series. Выступает под номером 55 за команду Michael Waltrip Racing.

## Биография
Мартин родился в Бейтсвилле, штат Арканзас. В молодости он начал свою гоночную карьеру, на грунтовых дорогах Арканзаса. Вскоре, он перешёл на асфальтовые гонки и присоединился к гоночной серии ASA. За время своей карьеры ASA, Мартин выезжал против Дика Трикла, Джима Сотера, Джо Шира, и Бобби Эллисона. Мартин выиграл награду «Новичок года» в 1977 году. Он также выиграл двадцать две гонки ASA и четыре чемпионата, в 1978, 1979, 1980, и 1986.